# Francis Boisson
Francis Boisson (* 22. Januar 1928 in Monaco; † 23. Dezember 2021 ebenda) war ein monegassischer Sportschütze und Sportfunktionär.

## Karriere
Francis Boisson, der zunächst nur Sekretär des Carabine de Monaco war, begann kurz darauf auch selbst aktiv im Club mit dem Sportschießen. Bei den Olympischen Spielen 1960 schied er im Dreistellungskampf mit dem Kleinkalibergewehr als 67. von 75 Schützen in der Qualifikation aus. Auch bei den Olympischen Spielen 1972 in München belegte er im Endklassement des Dreistellungskampfs mit dem Kleinkalibergewehr den 67. Rang. 1976 nahm Boisson nicht mehr als Athlet an den Olympischen Spielen in Montreal teil, war jedoch Fahnenträger der monegassischen Mannschaft.
Er wurde Präsident des Carabine de Monaco und war von 1975 bis 2006 Schatzmeister des Comité Olympique Monégasque. Darüber hinaus beteiligte Boisson sich an der Organisation von großen Sportveranstaltungen. So war er als Schatzmeister bei den Spielen der kleinen Staaten von Europa 1987 tätig und war 1993 Finanzmanager bei der 101. Sitzung des IOC.
1996 war Boisson Gründungsmitglied der Association monégasque des athlètes olympiques und jahrelang deren Präsident.
Boisson wurde von Rainier III. mit der Sportverdienstmedaille des Landes ausgezeichnet. Des Weiteren wurde er von Albert II. zum Offizier des Ordens des heiligen Karl ernannt.
Beruflich war Boisson stellvertretender Manager der Spielbank Monte-Carlo. Er starb am 23. Dezember 2021 im Alter von 93 Jahren.